# Американское Самоа
Америка́нское Само́а (англ. American Samoa, самоан. Amerika Sāmoa), ранее — Восто́чное Само́а (англ. Eastern Samoa), — неинкорпорированная неорганизованная территория США, в южной части Тихого океана. Главный остров (одновременно крупнейший по площади и населению) — Тутуила, входящий в состав архипелага Самоа.
По состоянию на июль 2017 года, численность населения Американского Самоа составляла 51 504 человека. Площадь — 199 км².
Границы территории морские: с Независимым государством Самоа — на западе, королевством Тонга — на юго-западе, территориями Новой Зеландии — Токелау — на севере, Островами Кука — на востоке, Ниуэ — на юге. Площадь суши — 199 км². Население — 55 519 чел. (2010).
Столица — Паго-Паго (ок. 15 тыс. жителей, 2001), расположенная на крупнейшем острове — Тутуила, административно подразделяемом на западный и восточный (с островом Аунуу) районы. Третий район — группа островов Мануа (острова Тау, Олосега и Офу). Особо выделяются остров Розе (необитаемый) и остров Суэйнс (частное владение). Официальные языки — английский и самоанский. Официальные праздники: 17 апреля — День флага (первое поднятие флага США на островах), и традиционные праздники США. Денежная единица — доллар США.

## История
Впервые острова были заселены около 1000 г. до н. э., предположительно в ходе миграции из Юго-Восточной Азии, следующая волна переселенцев вытеснила предыдущих жителей, которые расселились на островах к востоку от Самоа. Видимо с этим связаны самоанские легенды об островах как колыбели полинезийцев и особой роли островной империи Мануа в Полинезии до прихода европейцев.
В 1722 году архипелаг Самоа был обнаружен голландцем Якобом Роггевеном. В 1830 году на островах поселились британские миссионеры. В 1878 году США заключили с королевством Самоа договор о торговых привилегиях и праве использовать одну из самых удобных в южной части Тихого океана бухту Паго-Паго в качестве стоянки для флота. В 1899 году в ходе конфликта между США, Германией и Великобританией Самоа было разделено на западную и восточную части — соответственно германскую и американскую сферу интересов.
В 1900 году к США отошли острова Тутуила и Аунуу, в 1904 году — группа Мануа. В 1925 году к Американскому Самоа присоединён остров Суэйнс, до этого находившийся в частной собственности, хотя и оставаясь при этом территорией США. Германское Самоа в 1920 году передано под управление Новой Зеландии, с 1962 года превратилось в независимое государство Западное Самоа, в 1997 году переименованное в Самоа). До 1951 года Восточное Самоа управлялось ВМС США. В 1948 году введены элементы самоуправления. С закрытием военно-морской базы в Паго-Паго территория передана под управление Министерства внутренних дел, назначавшего губернаторов для Американского Самоа.
В 1960 году принята первая конституция территории. В 1977 году прошли первые выборы губернатора. Основные политические партии — Демократическая и Республиканская.

### Цунами 29 сентября 2009 года
29 сентября 2009 года в 17:48:11 UTC, произошло землетрясение магнитудой 8,0 в 190 км от берега Американского Самоа. Землетрясение произвело цунами. По сообщениям, 4 волны высотой от 4,6 м до 6,1 м прошли на 1,6 км на берег острова Тутуила. По меньшей мере 150 человек погибли в Американском Самоа и неустановленное число в Западном Самоа.

## Территория
Территория, распространяющая свою юрисдикцию на 7 восточных островов архипелага Самоа, протянувшихся вдоль 14° южной широты, около 170° западной долготы, в южной части Тихого океана, на юге Полинезии, к востоку от Австралии и северо-востоку от Новой Зеландии. Неинкорпорированная и неорганизованная территория США (англ. unincorporated and unorganized territory).
| Острова         | Площадь, км² | Население, чел. (2010) |
| --------------- | ------------ | ---------------------- |
| Острова Мануа   |              |                        |
| Тау             | 44,31        | 790                    |
| Офу             | 7,215        | 176                    |
| Олосега         | 5,163        | 177                    |
| Острова Тутуила |              |                        |
| Тутуила         | 140,30       | 53 943                 |
| Аунуу           | 1,517        | 416                    |
| Розе (атолл)    |              |                        |
| Розе            | 0,214        | —                      |
| Суэйнс (остров) |              |                        |
| Суэйнс          | 1,865        | 17                     |
| Всего           | 200,584      | 55 519                 |

Из общей территории 200,584 км² площадь суши составляет 199 км².

## Природа
Остров Тутуила и острова группы Мануа — вулканического происхождения, гористые по рельефу, с лавовыми полями, покрытые густыми переменно-влажными вечнозелёными тропическими лесами, окружены коралловыми рифами. Острова Розе и Суэйнс — коралловые атоллы. Из полезных ископаемых имеются запасы пемзы.
Климат тропический морской, смягчаемый юго-восточным пассатом. Среднегодовая температура — +26 °C, температура июля — +24 °C, декабря — +32 °C. Осадков — 3000—4000 мм в год. Сезон дождей — с ноября по март, во время которого, особенно в ноябре, наиболее часты ураганные ветра (острова находятся в поясе тропических циклонов). Сухой («зимний») сезон — в апреле-октябре.
На островах ощущается нехватка пресной воды. Почвы преимущественно вулканические, в центральных частях островов — каменистые, вдоль побережья — пригодные для возделывания. Национальный парк Американского Самоа создан для охраны животных и растительности палеотропических переменно-влажных лесов, а также прибрежных коралловых рифов.

## Административное деление
В административном отношении Американское Самоа делится на три округа (англ. district) и два «неорганизованных» атолла. Округа, в свою очередь, делятся на 14 графств (англ. county). Провинции делятся на 74 района (англ. village).

## Население
| Численность населения | Численность населения | Численность населения | Численность населения | Численность населения | Численность населения | Численность населения | Численность населения | Численность населения | Численность населения |
| 1900                  | 1901                  | 1903                  | 1908                  | 1912                  | 1920                  | 1926                  | 1930                  | 1940                  | 1945                  |
| --------------------- | --------------------- | --------------------- | --------------------- | --------------------- | --------------------- | --------------------- | --------------------- | --------------------- | --------------------- |
| 5679                  | ↘5563                 | ↗5888                 | ↗6780                 | ↗7251                 | ↗8058                 | ↗8763                 | ↗10 055               | ↗12 908               | ↗16 493               |
| 1950                  | 1956                  | 1960                  | 1970                  | 1974                  | 1980                  | 1990                  | 1995                  | 2000                  | 2010                  |
| ↗18 937               | ↗20 154               | ↘20 051               | ↗27 159               | ↗29 190               | ↗32 297               | ↗46 773               | ↗52 884               | ↗57 291               | ↘55 519               |
| 2015                  |                       |                       |                       |                       |                       |                       |                       |                       |                       |
| ↗57 100               |                       |                       |                       |                       |                       |                       |                       |                       |                       |

Этнический состав: тихоокеанские островитяне — 92,6 % (включая самоанцев (полинезийской группы) — 88,9 %, тонганцы — 2,9 %, другие — 3,8 %), азиаты — 3,6 % (включая филиппинцев — 2,2 %, другие — 1,4 %), смешанные — 2,7 %, другие — 1,2 % (на 2010 год).
По состоянию на июль 2017 год, численность населения Американского Самоа составляла — 55 504 человек.
Суммарный коэффициент рождаемости — 2,68 ребёнка на 1 женщину.
Возрастная структура, по состоянию на 2005 год.: до 14 лет — 37,5 % (муж. — 10 705; жен. — 17 125); от 15 до 64 лет — 61,3 % (муж. — 18 351; жен. — 17 125); старше 65 лет — 3 % (муж. — 664; жен. — 1080.
Официальные языки — английский и самоанский (один из полинезийских языков австронезийской семьи). Большинство населения двуязычно. Самоанский — 88,6 %, английский — 3,9 %, тонганский — 2,7 %; другие языки: тихоокеанские языки — 3 %, прочие — 1,8 %.
Структура воспроизводства, характерная для развивающихся стран, при значительном миграционном оттоке: естественный прирост — 13,7 ‰ (рождаемость — 19,6 ‰, смертность — 5,9 ‰), миграционная убыль — 26,7 ‰, общий прирост — 13 ‰ (2017 год). Около 85 000 самоанцев проживает в смежных штатах США и на Гавайях. Возрастная структура также характерна для развивающихся стран — высокая доля детей (0—14 лет) — 33,4 %, невысокая трудоспособных (15—64 года) — 62,7 %, очень низкая доля стариков (65 лет и более) — 3,9 % (2009 год). Средний возраст населения — 23,1 года. Преобладают мужчины — 104,4 на 100 женщин. Средняя продолжительность жизни — 73,7 лет (мужчины — 71, женщины — 77). Плотность населения 286 человек на км². (2000 год). Наиболее плотно заселён остров Тутуила, особенно его юго-западная равнинная часть (440 человек на км²).
ЭАН — 30,8 %, уровень безработицы — 5,2 % (2000 год). Население занято в промышленности (в основном рыбоперерабатывающая и рыбоконсервная, концентрирующие около 1/3 ЭАН) и сфере услуг (где выделяется значительное число государственных служащих — также около 1/3 ЭАН). В 1995 году наблюдалась следующая структура занятости: сельское хозяйство, рыболовство и лесная промышленность — 2,3 %, промышленность и строительство — 36,1 %, сфера услуг — 61,6 %, в том числе социальное обслуживание — 21,3 %, государственное управление — 17,2 % (итого госсектор — 38,5 %).

### Религия
Более 50 % верующих — протестанты-конгрегационалисты, 30 % — другие протестантские деноминации (методисты, пятидесятники из Ассамблеи Бога и др.), 20 % католиков. Сохраняются отдельные ритуальные практики языческого происхождения. На островах католические и англиканские церковно-административные структуры. Действует Совет христианских Церквей адвентистов седьмого дня.

## Политическое устройство
Американское Самоа формально является неинкорпорированной неорганизованной территорией США (англ. unincorporated unorganized territory), находящейся в ведении Управления дел островов Департамента внутренних дел США (англ. Department of Insular Affairs), однако имеет самоуправление и конституцию, то есть де-факто является организованной территорией. Поскольку Американское Самоа является территорией США, президент Соединённых Штатов выполняет функции главы государства. Президент США обладает правом суверенитета над территорией, а также является гарантом местной конституции. Президент США не играет активной роли в органах самоуправления территории, но он может распустить законодательное собрание (Фоно), и ни один парламентский акт не может стать законом без его одобрения. Закон Ратификационный Акт 1929 наделяет президента Соединённых Штатов Америки судебными и военными полномочими. В 1951 году в соответствии с Распоряжением 10264, президент Гарри Трумэн делегировал эти полномочия министру внутренних дел. 21 июня 1963 года верховный вождь Фагаитуа Тули Ле’иато был приведён к присяге и назначен первым секретарём по делам Самоа губернатором Х. Рексом Ли. В 1966 году Организация Объединённых Наций предоставила Американскому Самоа возможность присоединиться к независимой стране Самоа, но Американское Самоа предпочло остаться в составе Соединённых Штатов. 2 июня 1967 года министр внутренних дел США Фред Эндрю Ситон обнародовал Конституцию Американского Самоа, которая вступила в силу 1 июля 1967 года. Правительство США осуществляет опеку над Американским Самоа. Жители Американского Самоа участвуют в праймериз Республиканской и Демократической партий, но не участвуют в выборах Президента США. Делегат Американского Самоа без права голоса направляется в Палату представителей Конгресса США. Жители Американского Самоа считаются американцами по государственной принадлежности (англ. nationality), но не являются гражданами (англ. citizenship) США. Дипломатические отношения находятся в ведении американского правительства. В 2010 году избиратели отклонили пакет поправок к конституции территории, которые, среди прочего, позволили бы гражданам США быть законодателями только в том случае, если они имели самоанское происхождение.

### Органы власти
Законодательная власть возложена на двухпалатное законодательное собрание Фоно (представительный орган). Нижняя палата (палата представителей) состоит из 21 члена — 20 депутатов, избираемых сроком на два года в 20 одномандатных округах, и один представитель острова Суэйнс без права голоса. Верхняя палата (сенат) состоит из 18 членов, избираемых из числа вождей (матаи) кланов сроком на четыре года. Исполнительная власть на островах осуществляется губернатором (с 2003 Тогиола Т. А. Тулафоно), который вместе с вице-губернатором избирается на всенародном голосовании сроком на четыре года. Губернатор Американского Самоа является главой правительства. Полномочия правительства Американского Самоа определяются в соответствии с Конституцией Американского Самоа. Судебные органы Американского Самоа являются независимыми от исполнительной и законодательной власти. Судебная система Американского Самоа состоит из Верховного суда, окружных судов и деревенских судов. Верховный суд находится в столице Паго-Паго. Он состоит из главного судьи и судей, назначаемых министром внутренних дел США. В Американском Самоа существует аналог американских политических партий (республиканцев и демократов).

### Известные конгрессмены
- Фалеомаваега, Ени — делегат Конгресса США без права голоса в Палату Представителей США от Избирательного округа Американского Самоа по выборам в Конгресс с широкими полномочиями (с 1988 по 2015 годы).

## Вооружённые силы
- Оборона Американского Самоа — задача ВС США.

## Экономика
Объём ВВП Американского Самоа — 0,5 млрд долл. (по ППС, 2000 год). Денежная единица — доллар США. В сфере услуг — значительная доля государственного управления и социальных услуг, туризм развит незначительно. Три банка и 3 небанковских финансовых учреждения. Основная отрасль промышленности — рыбная (переработка тунца, поставляемого в основном американскими, южнокорейскими и тайваньскими рыболовами, и его консервирование; в крупных компаниях обычно соединены). Развиты ремёсла. В небольших масштабах ведётся добыча пемзы. Выращиваются ананасы, бананы, кокосовая пальма (сырьё для пр-ва копры), овощи, папайя, хлебное дерево. Более 90 % земель в общинном пользовании. Обрабатываемых земель — 5 %, под временными посевами — 10 %. Шоссе — 150 км, 200 км — второстепенных дорог. Морское сообщение с портами США, Японии, Австралии и Новой Зеландии. Международный аэропорт Тафуна (11 км от Паго-Паго). 15 000 телефонных линий (2001 год), станция спутниковой связи. Компания Tesla Motors сообщила на Твиттере о том, что острова Американское Самоа почти на 100 % обеспечены солнечной энергией благодаря эксплуатации свыше 5300 солнечных панелей.
Экспорт Американского Самоа — 346,3 млн долл. (экспортная квота — 69,3 %), 96 % — консервированный тунец, импорт — 505,9 млн долл., 44 % (2000 год) — сырые рыбопродукты (тунец), нефть и нефтепродукты, продовольствие, одежда, транспортные средства. Отрицательное сальдо торгового баланса. Внешняя торговля ориентирована на США (80 % товарооборота, 56 % импорта и почти весь экспорт), другие важные торговые партнёры (по объёму импорта) — Австралия, Новая Зеландия, Фиджи, Самоа, Южная Корея, Япония, Китай.

## Уровень жизни населения
Средний ВВП на душу населения — 8000 долларов (по ППС, 2000 год). 56 % семей имеют доход ниже официального прожиточного минимума в США.

### Образование
97 % взрослого населения грамотно. Обязательное 12-летнее образование. 59 подготовительных, 32 начальных и 9 средних школ (на 1996 год). Один колледж — общественный колледж Американского Самоа.

## Культура
В соответствии с традиционной культурой самоанцев социальное устройство регулируется системой фааматаи, в которой основой социальной структуры является аига (самоан. ʻaiga) — клан, расширенная семья, во главе с орматаи или матаи — вождём, ответственным за сохранение преемственности поколений, мифологическую концептуализацию, актуальность обычного права, сохранность традиций. В индустрии туризма эксплуатируется ряд ритуальных вокально-танцевальных практик самоанцев.
Газеты: правительственная ежедневная News bulletin (на английском языке, 1800 экз.), Samoa news (на английском и самоанском языках, 4500 экз., 5 раз в неделю), Samoa Journal and Advertiser (на английском и самоанском языках, 3000 экз., ежедневная). Две радиостанции, и одна телекомпания (18 часов вещания ежедневно на английском и самоанском языках, на двух каналах).